# Ẩm thực România
Ẩm thực Romania là sự kết hợp đa dạng từ nhiều món khác nhau từ một số truyền thống, nhưng vẫn giữ được nét đặc trưng riêng. Nó có ảnh hưởng lớn bởi ẩm thực Ottoman, ngoài ra nó cũng có ảnh hưởng từ một số ẩm thực của các quốc gia lân cận, bao gồm Đức, Serbia, Bulgaria và Hungary.
Có vài loại món khác nhau, đôi khi thường được diễn tả bằng một thuật ngữ chung; ví dụ, ciorbă bao gồm nhiều loại súp với hương vị chua đặc trưng. Chúng có thể là súp rau, súp nội tạng (ciorbă de burtă) và chân bê, hoặc súp cá, tất cả đều có vị chua từ nước chanh, nước dưa cải Đức, giấm, hoặc borș. țuică (brandy mận) làm thuật ngữ chung cho loại spirit có cồn mạnh tại Romania, trong khi ở các nước khái mỗi loại có tên gọi khác nhau.

## Lịch sử
Trong văn học về ẩm thực của Romania trong lịch sử, Costache Negruzzi và Mihail Kogălniceanu là nhà soạn cuốn sách nấu ăn "200 rețete cercate de bucate, prăjituri și alte trebi gospodăreşti" (200 công thức đã thử, bánh và các thứ trong nhà khác) in năm 1841. Negruzzi cũng viết trong "Alexandru Lăpușneanu": "Tại Moldavia, vào thời điểm này, đồ ăn tinh tế không mang tính thời trang. Bữa tiệc lớn nhất chỉ có vài loại món. Sau borş của Ba Lan, các món Hy Lạp đi sau đó, luộc với rau thơm nổi trên bơ, sau đó là pilaf của Thổ Nhĩ Kỳ, và cuối cùng là steak".
Pho mát được biết đến từ lịch sử cổ đại. Brânză là từ chung để chỉ pho mát trong tiếng Romania. Từ này đến từ tiếng Dacia. Ngoài pho mát, người Dacia còn ăn rau (thiết đậu, đậu Hà Lan, rau chân vịt, tỏi) và hoa quả (nho, táo, quả mâm xôi) với giá trị dinh dưỡng cao. Người Dacia sản xuất rượu vang số lượng lớn. Sau đó, Burebista, một nhà vua Dacia, trở nên giận dữ bởi sự lạm dụng rượu vang của các chiến binh và chặt cây nho đi; người dân từ bỏ uống rượu vang. Người La Mã giới thiệu cháo đặc, trong đó nhiều phiên bản cháo kê khác nhau được phát triển.
Ngô và khoai tây trở thành các thực phẩm thiết yếu trong ẩm thực Romania. Đặc biệt là ngô, góp phần tăng cường sức khỏe và mức độ dinh dưỡng cho người dân Romania trong thế kỷ 16 và 17, tạo ra bùng nổ dân số.

## Danh sách món ăn

### Cá
- Chiftele de pește - chả cá

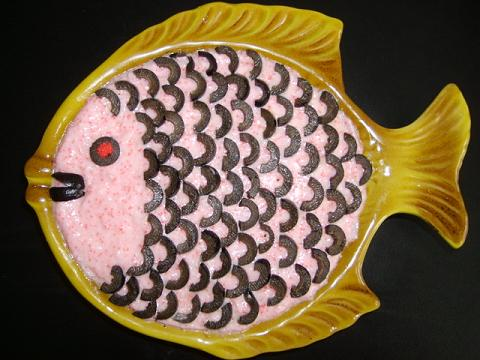
Salad trứng cá trang trí với ô liu đen của Romania.

- Crap pane - cá chép tẩm bột phi lê
- Ghiveci cu pește - cá hầm rau
- Macrou afumat - cá thu hun khói phi lê
- Novac afumat din Ţara Bârsei - cá chép hun khói phi lê
- Pană de somn rasol - cá trê với tỏi
- Plachie din pește - ra gu cá sông với rau
- Papricaș de pește - papricaș cá
- Salată de icre - salad trứng cá, theo truyền thống từ cá chép, salad, traditionally made from carp, cá thu đao, hoặc các loại cá biển khác, gọi là tarama, với hành tây
- Saramură de crap - cá chép ngâm muối

### Rau
- Ardei umpluți - ớt chuông nhồi
- Dovlecei umpluți - bí ngòi nhồi
- Gulii umplute - su hào nhồi
- Vinete umplute - cà tím nhồi

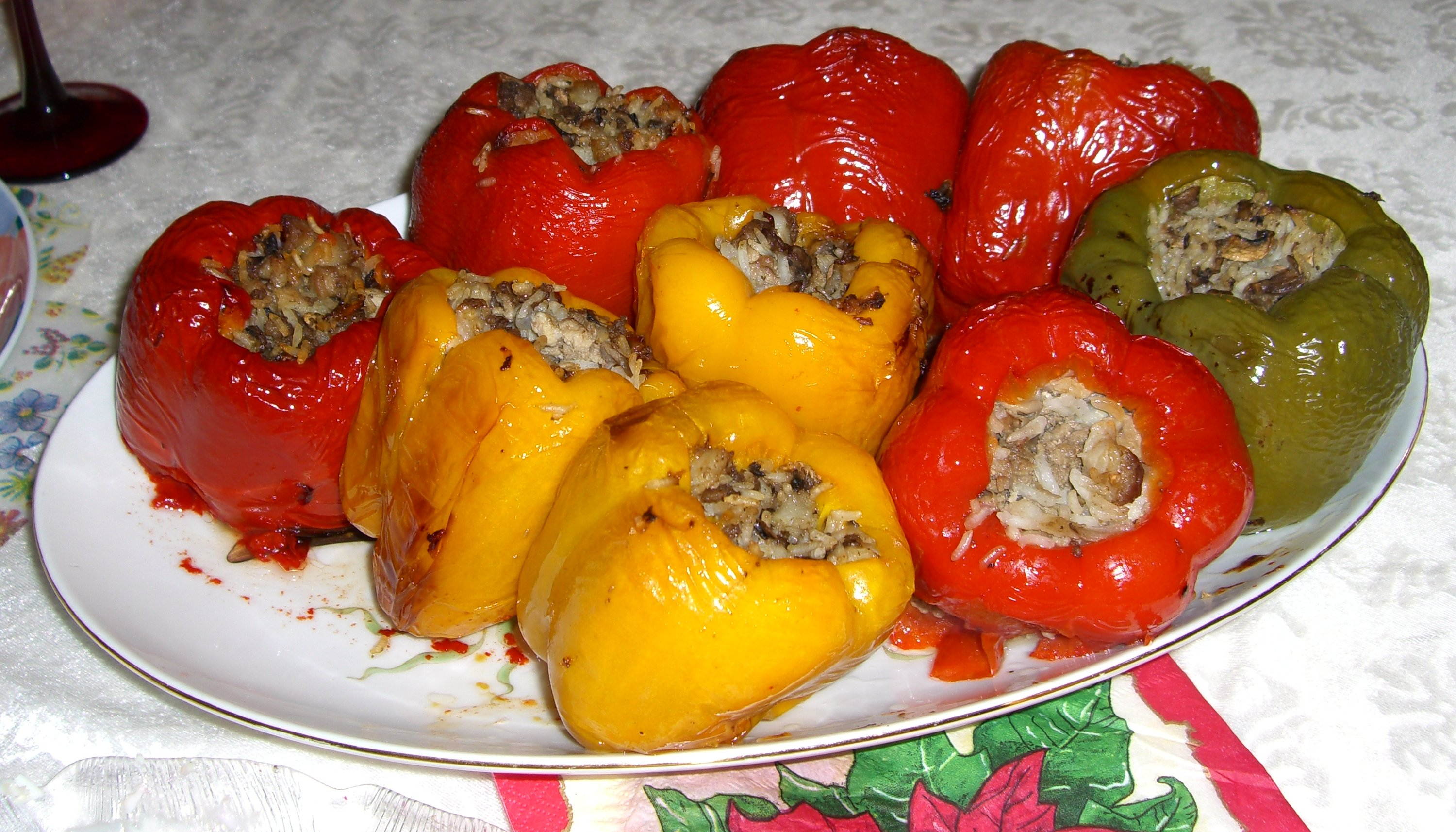
Ardei umpluți

- Sarmale - bắp cải nhồi cuốn, cũng được làm từ lá nho hoặc lá chút chít
- Ghiveci - rau hầm hoặc salad rau nối, tương tự với gjuvec của Bulgaria và lecsó của Hungary[5][6]
- Ghiveci cǎlugăresc - rau hầm chế biến bởi nữ tu ở tu viện
- Iahnie - đậu chế biến với gia vị và nấu đến khi không còn nước, tạo thành một loại nước xốt mềm dính kết nối các hạt đậu
- Fasole batută - đậu xào của Romania, sử dụng đậu trắng hoặc đậu Cannellini, thêm với dầu ô liu hoặc dầu hướng dương và tỏi băm. Món này theo truyền thống được phục vụ với hành tây chiên để trang trí.
- Mămăligă - bột ngô nghiền, cũng được biết đến là polenta kiểu Romania.
- Mâncare de mazăre - đậu Hà Lan hầm
- Mâncare de praz - tỏi tây hầm
- Pilaf - một món từ gạo, rau, và thịt cắt miếng (không bắt buộc). Thịt thường là nội tạng, cánh, và các cơ quan của gà, lợn, cừu. Phương pháp nấu rất giống với risotto.
- Chifteluțe de ciuperci - chiftele làm từ nấm thay vì thịt
- Șnițel de ciuperci - nấm chiên
- Plăcintă aromână - bánh pie với rau chân vịt và pho mát trắng
- Tocană de ciuperci - nấm hầm
- Tocăniță de gălbiori - nấm mồng gà hầm
- Zacuscă

## Danh sách món tráng miệng

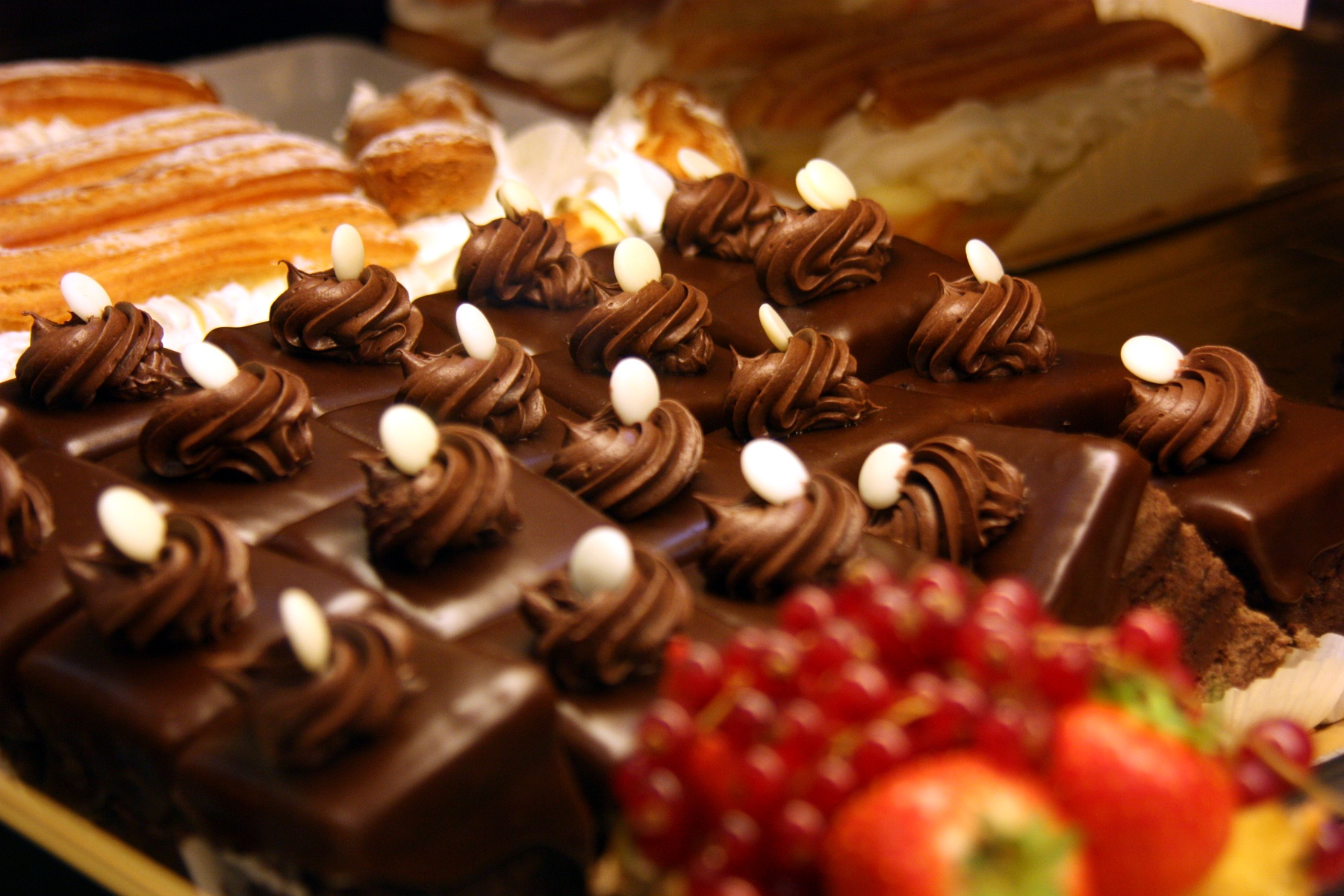
Amandine, bánh bông lan sô cô la của Romania.

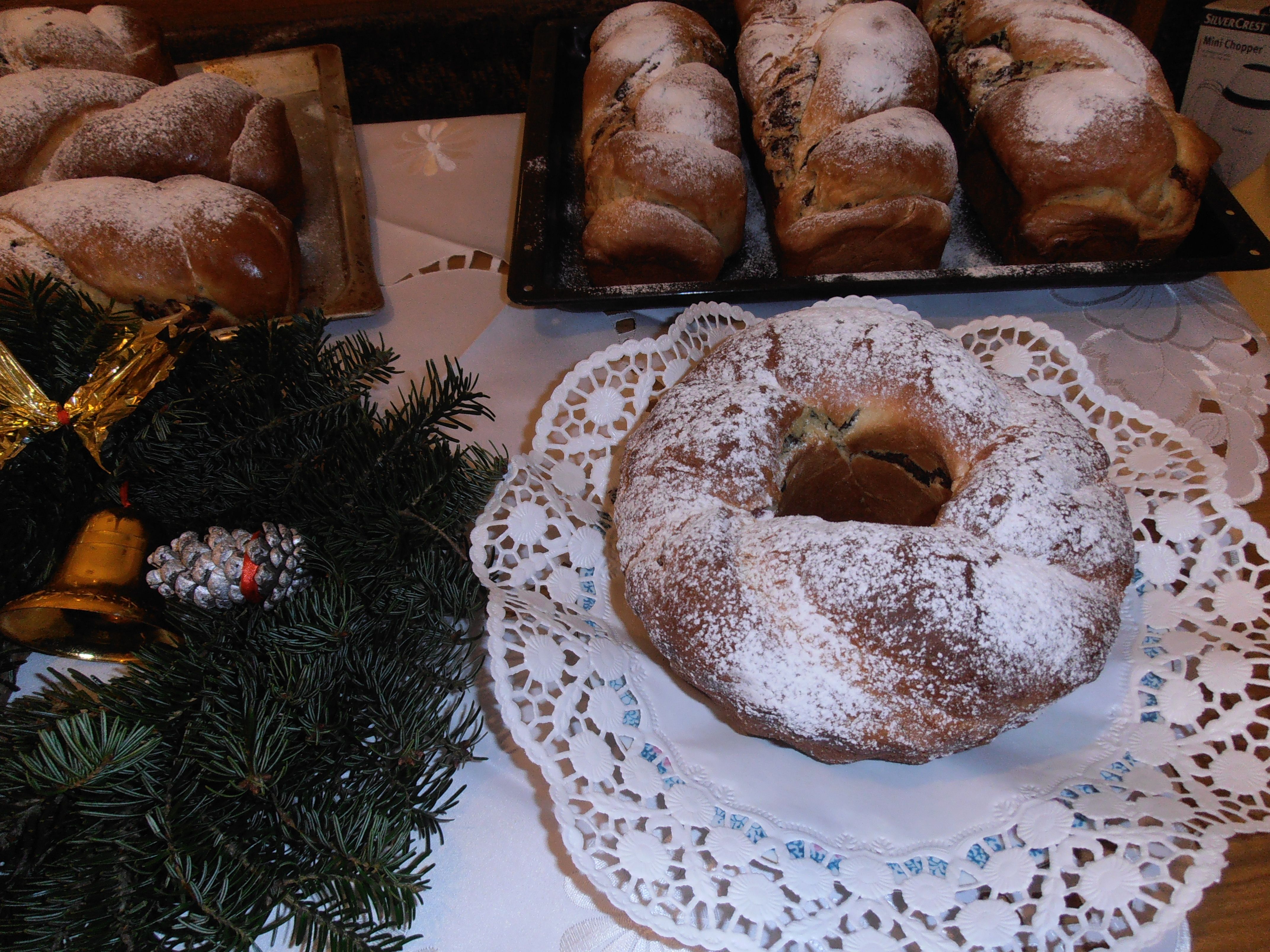
Cozonac

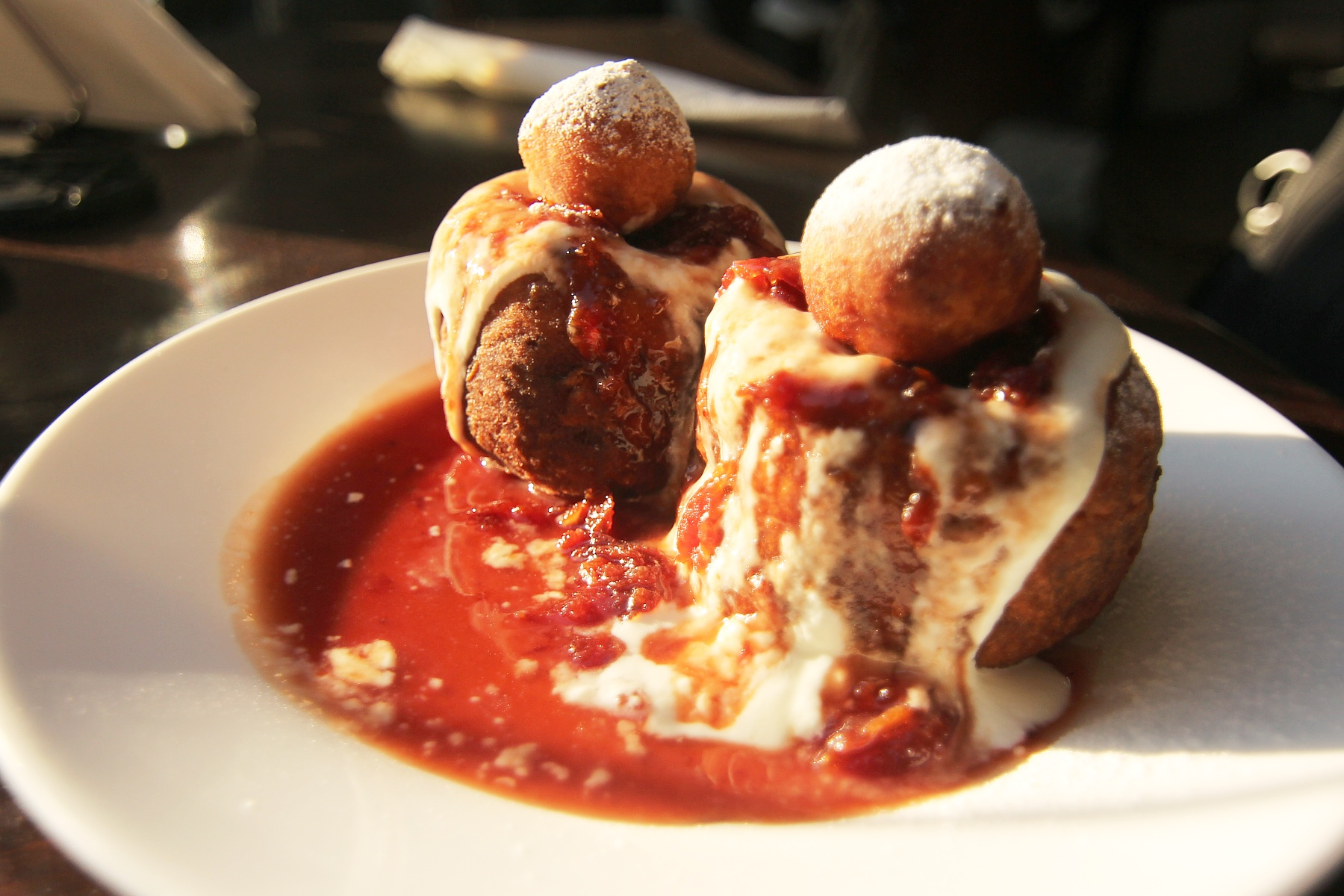
Papanaşi, doughnut của Romania.

- Amandine - bánh bông lan sô cô ka với nhân hạnh nhân và sô cô la
- Baclava
- Brânzoaice (Poale-n brâu moldoveneşti) - bánh mềm truyền thống của Moldavia nhồi với pho mát ngọt[7]
- Chec - bánh cà phê
- Clătite - bánh kếp
- Colivă - lúa mì luộc, trộn với đường và hạt óc chó (thường trang trí với kẹo và đường bột được phân phát tại đám tang hoặc các lễ tưởng niệm)
- Cornulețe - bánh pastry nhồi với Turkish delight, mứt, sô cô la, đường quế, hạt óc chó hoặc nho khô, với hình lưỡi liềm
- Covrigi - pretzel[8]
- Cozonaci
- Cremă de zahăr ars - Crème brûlée
- Gogoși - nghĩa đen là "doughnuts", nhưng giống như bột chiên[9]
- Griș cu lapte
- Halva
- Lapte de pasăre - nghĩa đen là "sữa chim", custard vani trang trí với lòng trắng trứng đánh
- Mucenici/sfințișori - pastry ngọt (có hình số "8", làm từ bột nhào luộc hoặc nướng, trang trí với hạt óc chó, đường hoặc mật ong, được ăn vào ngày 9 tháng 3 mỗi năm)[10]
- Orez cu lapte - pudding gạo
- Pandișpan - bánh bông lan
- Papanași - một loại doughnut làm từ một hỗn hợp pho mát ngọt, trứng và semolina, luộc hoặc chiên với xi rô trái cây hoặc mứt và kem chua
- Pelincile Domnului
- Plăcintă - bánh pie
- Prăjituri
- Rahat - Turkish delight
- Salam din biscuiți - nghĩa đen là "salami bánh quy", làm từ bánh quy, sô cô la, Turkish delight, vàrum.
- Savarine - savarina[11]
- Șarlotă - một loại custard làm từ sữa, trứng, đường, whipped cream, gelatin, hoa quả và bánh quy ladyfinger; từ bánh Charlotte của Pháp
- Tort - bánh
- Tort Joffre - bánh Joffre - được tạo ra tại nhà hàng Casa Capșa ở Bucharest
- Turtă dulce - bánh mì gừng

## Các nguồn khác
- Nicolae Klepper, Taste of Romania, Hippocrene, New York, 1999, ISBN 978-0-7818-0766-1, ISBN 0-7818-0766-2